# Red Stripe
Red Stripe és una cervesa de tipus pale lager amb un 4,7% d'ABV elaborada per Desnoes & Geddes a Jamaica i als Països Baixos. Es va fabricar per primera vegada l'any 1928 a partir d'una recepta desenvolupada per Paul H. Geddes i Bill Martindale. El 1993, Guinness Brewing Worldwide, ara Diageo, va adquirir una participació de Desnoes & Geddes i es va fer càrrec de la seva distribució internacional. El 2015, Heineken va adquirir la participació de Diageo i va anunciar que faria una oferta per les accions que no posseïa.

## Història

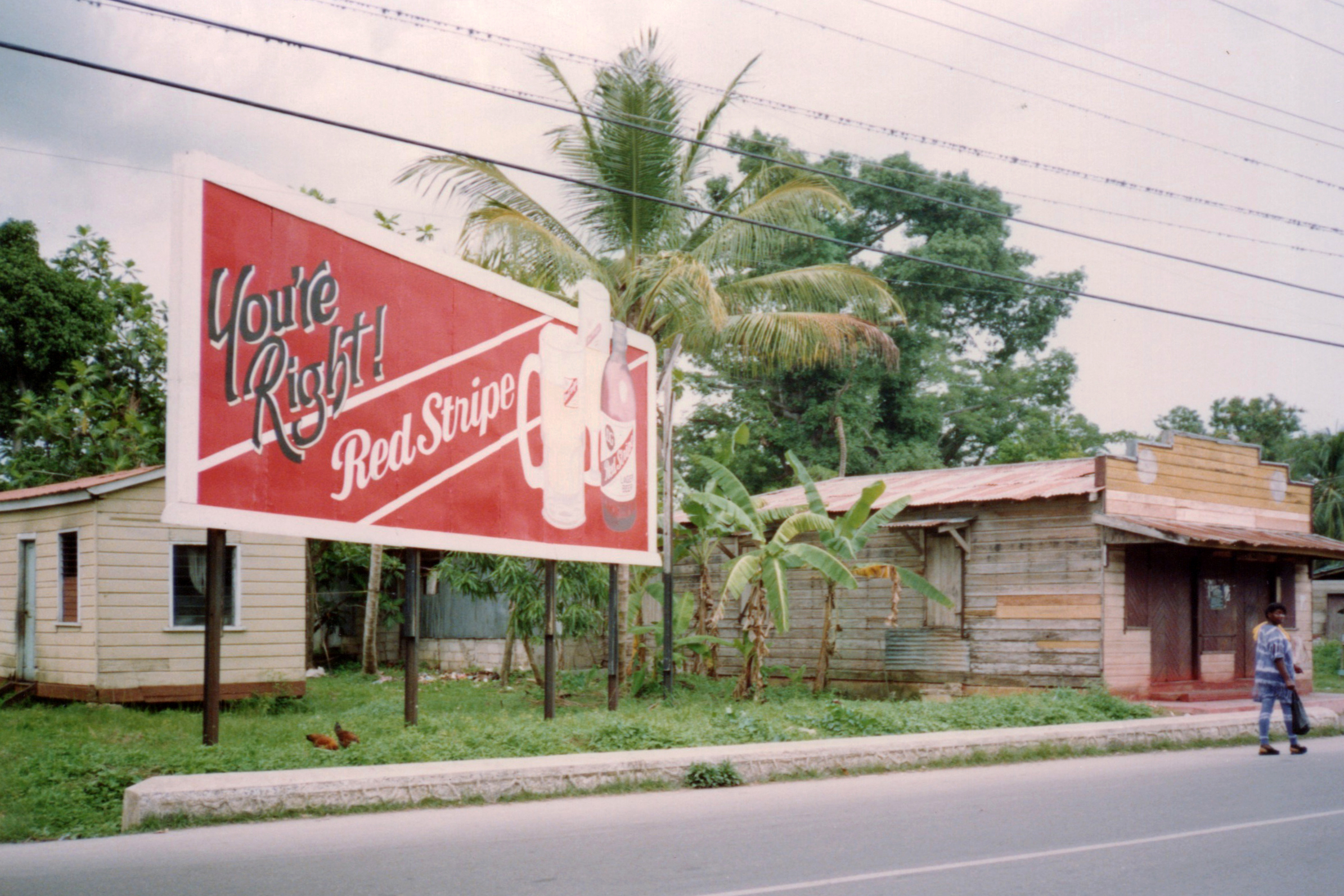
Tanca publicitària a Savanna-la-Mar, Jamaica (1990)

La cervesa Red Stripe es va comercialitzar per primera vegada a principis de la dècada del 1930 per Galena Brewing Company a Galena (Illinois). L'empresa va vendre la recepta a uns inversors anglesos després d'enfrontar-se als problemes financers derivats de la Gran Depressió. Aquests inversors van portar la marca i la recepta a Jamaica.
Red Stripe va ser elaborada sota llicència al Regne Unit de Desnoes & Geddes per l'empresa de Bedford Charles Wells des del 1976 fins al 2014. El 1993, Guinness Brewing Worldwide, ara Diageo, va adquirir el 51% de la propietat de Desnoes & Geddes Limited, una adquisició que va augmentar significativament la distribució internacional tant de Red Stripe com de Dragon Stout. Diageo va introduir al mercat dels Estats Units l'any 2009 la Red Stripe en llauna, elaborada sota contracte per Moosehead a New Brunswick.
Red Stripe és un patrocinador destacat de música reggae, ska i altres esdeveniments culturals, inclòs el Reggae Sumfest anual que se celebra a Montego Bay. També ha estat un patrocinador intermitent de la selecció nacional de bob de Jamaica. Altres activitats importants de patrocini esportiu han estat a la Copa del Món de criquet de 2007 i un compromís de patrocini de 100 milions de dòlars per a la Federació Jamaicana de Futbol en suport dels esforços de classificació per a la Copa del Món de Futbol de 2010. Va ser també un patrocinador oficial del Campionat del Món d'hoquei aeri de 2010 a Houston.